# 天使のウィンク
「天使のウィンク」（てんしのウィンク）は、松田聖子の楽曲・20枚目のシングル。1985年1月30日にCBS・ソニーからリリースされた。規格品番：07SH 1600（EP盤）。特製レーベル、黄色スリーブ仕様で販売された。1989年には8cmCDとして、2004年には紙ジャケット仕様の完全生産限定盤12cmCD（レーベルゲートCD）として再リリースされている。

## 制作過程
1984年のアルバム「Tinker Bell」で楽曲を提供した尾崎亜美がシングルで初めて作詞・作曲に起用された。尾崎によると、1984年の年末頃に楽曲提供の依頼を受けたが、締切は翌日までで、前作まで長らく携わってきた松本隆に変わって作詞も担当して欲しいと言われ、驚いたという。尾崎が家の大掃除をしながら構想していた時、自身のアルバム用に考えていた″天使″というワードが頭にあった影響から、窓ガラスにハタキを掛けた時に舞い上がった埃が日差しと重なり、瞬きをした瞬間に曲のイメージが閃いたという。それまでの松田のイメージを″スウィート″な感じと捉えていた尾崎は、あえてその路線を崩すためバラードではなくテンポが早いリズミカルな曲を書いたと語っている。
尾崎は「自分は可愛らしい曲しか作れない」と自認していたが、本曲がヒットした時に「ポップスも作れるミュージシャンになった」と実感し、ソングライターとして成長を感じることができたという。他アーティストへの提供曲で一番思い入れのある曲だと語っている。
プロデューサーの若松宗雄からテーマの指定はなかったが、「歌詞の頭は″あ段″でお願いします」と注文があった。明るい印象を与えられるためにアイドルにとって大事だと説明されたが、そんな条件を出されたのは初めてだったので驚いたという。その通り、あ段で始まる文頭が非常に多くなっている。
歌詞は複雑な構成になっており、恋に悩む女性と、そこに降り立つ天使という二人の目線が目まぐるしく入れ代わる。尾崎によると、冒頭と終わりの部分（一人称に″僕″が使われている部分）が天使の目線で語られている言葉とのこと。

## メディアでの披露・活動休止
サビの歌詞「天使がウィンク」の部分で、開いた手の平を瞼に見立てて2回開閉させる振り付けが定番となっている。
当時の音楽番組は生演奏が基本となっていた時代であったものの、この曲に関しては生演奏をバックにして披露される事は非常に少なかった。
松田は本作発売後に神田正輝との結婚と歌手活動の休止を発表、4月18日、『ザ・ベストテン』出演で涙ながらに本曲を歌唱したのが最後となった。同年末の『第36回NHK紅白歌合戦』で本曲を披露後、翌1986年に入り6月1日アルバム『SUPREME』の発表、同年10月の娘・神田沙也加の出産を経て、同年末の『第28回日本レコード大賞』と『第37回NHK紅白歌合戦』のテレビ復帰まで長期の活動休止期間に入る。

## 収録曲
全編曲：大村雅朗

### SIDE A
1. 天使のウィンク（4:01）
作詞・作曲：尾崎亜美
  - ダイハツ工業 ″新シャレード″ イメージソング。

### SIDE B
1. 七色のパドル（4:48）
作詞：小坂明子　作曲：NOBODY
  - 小坂明子提供曲。本曲発売数か月前に松田が『夜のヒットスタジオ』で、小坂の「あなた」を披露し、途中で涙した事があった。

## その他
漫画『ドラえもん』第45巻「人間すごろく」にて、骨川スネ夫が本曲を歌っている場面があるが、てんとう虫コミックス収載時に書き直しされたものであり、初出（「小学四年生」1975年1月号）や「藤子・F・不二雄大全集」に収録されたものは西城秀樹の「傷だらけのローラ」を歌う場面になっている。

## 収録アルバム
- 天使のウィンク
  - The 9th Wave
  - Seiko Box
  - Seiko Monument
  - Bible
  - Bible II
  - Bible III
  - Complete Bible
  - SEIKO SUITE
  - Best of Best 27 （13）
  - Premium Diamond Bible
  - Diamond Bible
  - SEIKO STORY〜80's HITS COLLECTION〜
  - Seiko Matsuda Hit Collection Vol.2
  - We Love SEIKO -35th Anniversary 松田聖子究極オールタイムベスト50Songs-
  - Seiko Matsuda Sweet Days
  - SEIKO MEMORIES 〜Masaaki Omura Works〜
- 七色のパドル
  - Seiko Box
  - Complete Bible
  - Premium Diamond Bible
  - Diamond Bible
  - Touch Me, Seiko II
  - Seiko Matsuda Sweet Days

## カバーした歌手
天使のウィンク
- 尾崎亜美（1985年） - アルバム『10番目のミュー』収録。作詞・作曲した尾崎によるセルフカバー。
- 林憶蓮（1985年） - アルバム『林憶蓮』収録。歌詞は広東語で、タイトルは「愛情 I Don't Know」。
- the Indigo（2006年） - アルバム『ワンスモア』収録。
- PUFFY（2006年） - トリビュート・アルバム『Jewel Songs〜Seiko Matsuda Tribute & Covers〜』収録。
- Acid Black Cherry（2010年） - アルバム『Recreation 2』収録。
- そらの少女TAI♪（福原香織、美名、野水伊織、大亀あすか）（2010年） - アルバム『そらのおとしものf〈フォルテ〉 プレゼンツ そらの少女TAI♪』収録
- Orange Caramel（2013年） - アルバム『ORANGE CARAMEL』収録。
- 荒牧陽子（2019年） - アルバム『リスペクト！～私が昭和を歌ったらこんな感じ！～』収録。
- 上野優華
- 伊藤美来 - アルバム『VOICE〜声優たちが歌う松田聖子ソング〜 Female Edition』（2020年12月9日）に収録。